# 北方界線

北方界线示意图。根據大韓民國方面的觀點，紅線以北为朝鮮民主主義人民共和國之控制區域，紅線以南为大韓民國控制。

在西部海域朝鮮和韓國之間爭議的海上邊界线：
A（藍）：聯合國軍司令部1953年創建的北方界線。
B（紅）：朝鮮政府1999年宣布的“南方警戒线”。
1 - 延坪島
2 - 白翎島
3 - 大青島。

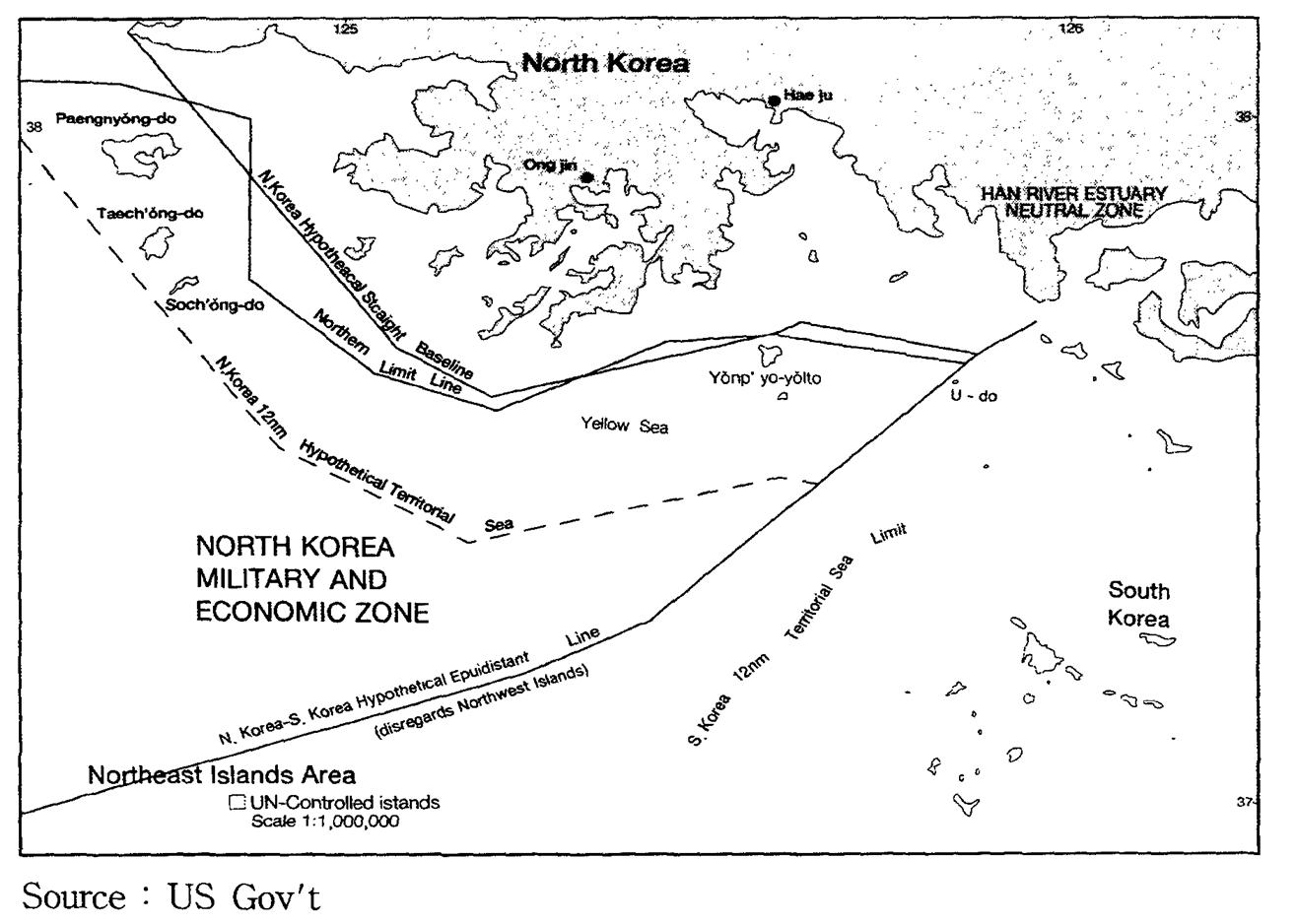
美國政府的地圖。

北方界線（：／ BugbangHangyeseon），以前稱為北方限制线（英語：North Limit Line），是联合国军划定的海上分界線，也是当前朝鲜民主主义人民共和国及大韩民国之間的实际控制线。在《朝鮮停戰協定》之中，指出由聯合國軍對白翎島、大青島、小青島、延坪島、隅島，以及位於該等界線以南的島嶼實行軍事控制。联合国军据此划定了海上界线，由於此界线没有得到朝鲜政府的承认，后者也划定了“南方警戒线”。
聯合國軍與朝鮮民主主義人民共和國對於海上分界線未有共識，故此它並未包括在《朝鮮停戰協定》內。1953年8月30日，在雙方未能達成共識的情況下，聯合國軍設定了NLL。事实上朝鮮方面最初沒有對該界線表示任何意見，但後來開始質疑其有效性。韩朝兩國曾多次就此召開軍事會議，但大韓民國持續坚持立場，雙方未就此達成共識；因此兩國在1999年、2002年、2009年及2010年在黃海界線附近多次發生軍事衝突，在这一海域发生的第一次延坪海战、第二次延坪海战和天安艦事件曾多次对朝韩关系造成重创。
朝韩双方對此界線定義问题亦影响了中国方面。2015年4月8日，一艘中国渔政船从界线以北的朝鲜领海向南驶入韩国领海，遭韩国海警误认为朝鲜船只而被警告射击，事后才得到韩国方面确认，随后中国公务船向西驶离了争议海域，这是中国公务船历史上首次穿越北方界线。